# O.K. Shérif
O.K. Shérif est une série télévisée jeunesse québécoise diffusée du 19 octobre 1967 au 25 septembre 1968 dans l'émission La Boîte à Surprise à la Télévision de Radio-Canada. Cette série est identifiée également sous le nom de Équinoxe (nom du Shérif Équinoxe) lors de sa diffusion originale.
La série fut rediffusée également du 9 juin au 25 août 1970. Parmi les personnages, on retrouve en plus du Shérif Équinoxe, Piaf, Grumo, Grenailles et Mister Ultime.
Source : La Semaine à Radio-Canada et Ici Radio-Canada - horaire de la télévision

## Synopsis
« Dans le village du Shérif Équinoxe, il faut sans cesse ouvrir l'œil, et le bon. Il est aidé dans ses fonctions par son assistant, le cheval Piaf, dont les initiatives ne sont pas toujours des plus heureuses. Parmi les habitants du village, on retrouve l'hôtelier Jonas et sa jolie sœur, Polythène, le mystérieux USA ainsi que le bon indien, Scalp. »

## Origine de la série
Selon La Semaine à Radio-Canada et Ici Radio-Canada, durant les saisons 1965-1966 et 1966-1967, il y a dans La Boîte à Surprise la série Poncho ou Poncho le cowboy avec Roland Ganamet dans le rôle-titre. Lorsque présent à l'émission, chaque prestation des personnages durait entre 10 et 15 minutes. Ils évoluaient dans un univers assez simple avec quelquefois un comédien invité. La série sera le précurseur de O.K. Shérif.
Pour la saison 1967-1968, à partir du mois d'octobre 1967, le format de La Boîte à Surprise est modifié. Désormais, Monsieur Surprise ne fait plus l'animation et on ne présente qu'une seule série par épisode qui dure de 20 à 25 minutes. Chaque épisode commence avec le générique de La Boîte à Surprise. Radio-Canada produit une nouvelle série ayant pour thème les cowboys: O.K. Shérif. Mais Roland Ganamet a quitté définitivement pour la France. C'est Yvan Canuel qui prend la relève interprétant le rôle du shérif Équinoxe. Les frères G (Grumo et Grenaille) qui ont pris naissance dans Poncho le cowboy reprennent leur rôle dans O.K. Shérif.
Lors de la reprise en 1970, la série commence avec son propre générique et se termine avec son propre crédit. Il n'est plus fait mention de La Boîte à Surprise.

## Liste des épisodes
« Équinoxe » : Premier épisode de la série. Malheureusement le titre n'était pas indiqué. Synopsis : Les aventures inquiétantes et amusantes du shérif et son cheval. Il s'agit d'une description générale de la série. Diffusion : le jeudi 19 octobre 1967, à 16:30.
Titre des épisodes
1. « L’Amnésie ». Diffusion : le mercredi 8 novembre 1967, à 16:30.
2. « L’Alambic ». Avec la participation de Victor Désy. Diffusion : le mercredi 15 novembre 1967, à 16:30.
3. « République ». Avec la participation de Gilbert Chénier. Diffusion : le mercredi 22 novembre 1967, à 16:30.
4. « Le Tire-pois ». Diffusion : le mercredi 29 novembre 1967, à 16:30.
5. « Discipline ». Diffusion : le mercredi 6 décembre 1967, à 16:30.
6. « L’Octroi ». Diffusion : le mercredi 13 décembre 1967, à 16:30.
7. « Le Duel ». Diffusion : le mercredi 20 décembre 1967, à 16:30.
8. « L’Agent secret ». Diffusion : le mercredi 27 décembre 1967, à 16:30.
9. « L’Hypnotisme ». Diffusion : le mercredi 3 janvier 1968, à 16:30.
10. « La télévision ». Diffusion : le mercredi 10 janvier 1968, à 16:30.
11. « La Psychologie ». Diffusion : le mercredi 17 janvier 1968, à 16:30.
12. « L’Épidémie ». Diffusion : le mercredi 24 janvier 1968, à 16:30.
13. « La Patronnesse ». Diffusion : le mercredi 7 février 1968, à 16:30.
14. « L’Impôt ». Diffusion : le mercredi 14 février 1968, à 16:30.
15. « La loterie ». Diffusion : le mercredi 28 février 1968, à 16:30.
16. « Les Trois Mousquetaires». Diffusion : le mercredi 6 mars 1968, à 16:30.
17. « Les Funérailles de Grenaille ». Diffusion : le mercredi 10 avril 1968, à 16:30.
18. « La Dépression ». Diffusion : le mercredi 1er mai 1968, à 16:30.
19. « L’Or de Fort Nok ». Diffusion : le mercredi 26 juin 1968, à 16:30.
20. « Les Lettres anonymes ». Diffusion : le mercredi 31 juillet 1968, à 16:30.
21. « Destination Pérou ». Diffusion : le mercredi 7 août 1968, à 16:30.
22. « Les Puces de Scalp ». Diffusion : le mercredi 21 août 1968, à 16:30.
23. « Le Drapeau de Prusse ». Diffusion : le mercredi 28 août 1968, à 16:30.
24. « Défense de tirer ». Diffusion : le mercredi 11 septembre 1968, à 16:30.
25. « Les Frères Gau Cinéma ». Diffusion : le mercredi 21 juillet 1970, à 16:30.)
26. « Le Tunnel ». Diffusion : le mardi 16 juin 1970, à 16:30.

Source : Chaque date indiquée à la suite du titre de l'épisode correspond à la date du téléhoraire Ici Radio-Canada - horaire de la télévision.

## Fiche technique
- Scénarisation : Claude Fournier, Guy Fournier, Marcel Godin
- Réalisation : Gilles Derome
- Société de production : Société Radio-Canada

## Distribution
- Louis de Santis : Le cheval Piaf
- Yvan Canuel : Shérif Équinoxe (ou Équinox) et Esquimaux
- Gilbert Chénier : Jonas
- Robert Rivard : Scalp
- Julien Bessette : Desperado
- Louis Aubert : Grumo - L'un des deux frères G
- Jacques Galipeau : Grenaille - L'un des deux frères G
- Victor Désy : Mister Ultime / Mister U.S.A.
- Francine Dionne : Polithène

Source : Ici Radio-Canada - horaire de la télévision et le Répertoire des séries, feuilletons et téléromans québécois de 1952 à 1992 écrit par Jean-Yves Croteau et publié par Les Publications du Québec en 1993.